# Young, Gifted and Black
Young, Gifted and Black är ett musikalbum av Aretha Franklin som lanserades 1972 på Atlantic Records. "Day Dreamer" blev skivans största hitsingel, men även "Rock Steady", "Brand New Me" och Elton John-låten "Border Song" gick bra som singlar i USA. Skivan är både visuellt (på omslaget poserar Franklin i afrikanska kläder) och musikaliskt tydligt färgad av det tidiga 1970-talets Black Power-tankar. Skivan tilldelades 1972 års Grammy för "Bästa kvinnliga R&B-framförande".

## Låtlista
(kompositör inom parentes)
1. "Oh Me Oh My (I'm a Fool for You Baby)" (Jim Doris) - 3:42
2. "Day Dreaming" (Aretha Franklin) - 4:00
3. "Rock Steady" (Franklin) - 3:15
4. "(To Be) Young, Gifted and Black" (Nina Simone) - 3:34
5. "All the King's Horses" (Franklin) - 3:56
6. "A Brand New Me" (Theresa Bell, Jerry Butler, Kenny Gamble) - 4:26
7. "April Fools" (Burt Bacharach, Hal David) - 3:29
8. "I've Been Loving You Too Long" (Jerry Butler, Otis Redding) 	3:36
9. "First Snow in Kokomo" (Franklin) 	4:04
10. "The Long and Winding Road" (John Lennon, Paul McCartney) 	3:38
11. "Didn't I (Blow Your Mind This Time)" (Thom Bell, William Hart) 	3:42
12. "Border Song (Holy Moses)" (Bernie Taupin, Elton John) 	3:22

## Listplaceringar
- Billboard 200, USA: #11[1]